# Coryphaenoides fernandezianus
Coryphaenoides fernandezianus es una especie de pez de la familia Macrouridae en el orden de los Gadiformes.

## Hábitat
Es un pez de aguas profundas que vive hasta 2.515 m de profundidad.

## Distribución geográfica
Se encuentra en Australia.